# Erimo
Erimo (えりも町, Erimo-chō) és una vila i municipi de la subprefectura de Hidaka, a Hokkaido, Japó. La vila també pertany al districte de Horoizumi, del qual és l'únic municipi. El nom del municipi, Erimo, vé donat del mateix nom del cap on es troba, el cap d'Erimo, famós per una cançó enka de Shinichi Mori de 1974, guanyadora del Japan Record Awards d'aquell any. El nom de la vila deriva de la paraula en ainu Enrum.

## Geografia

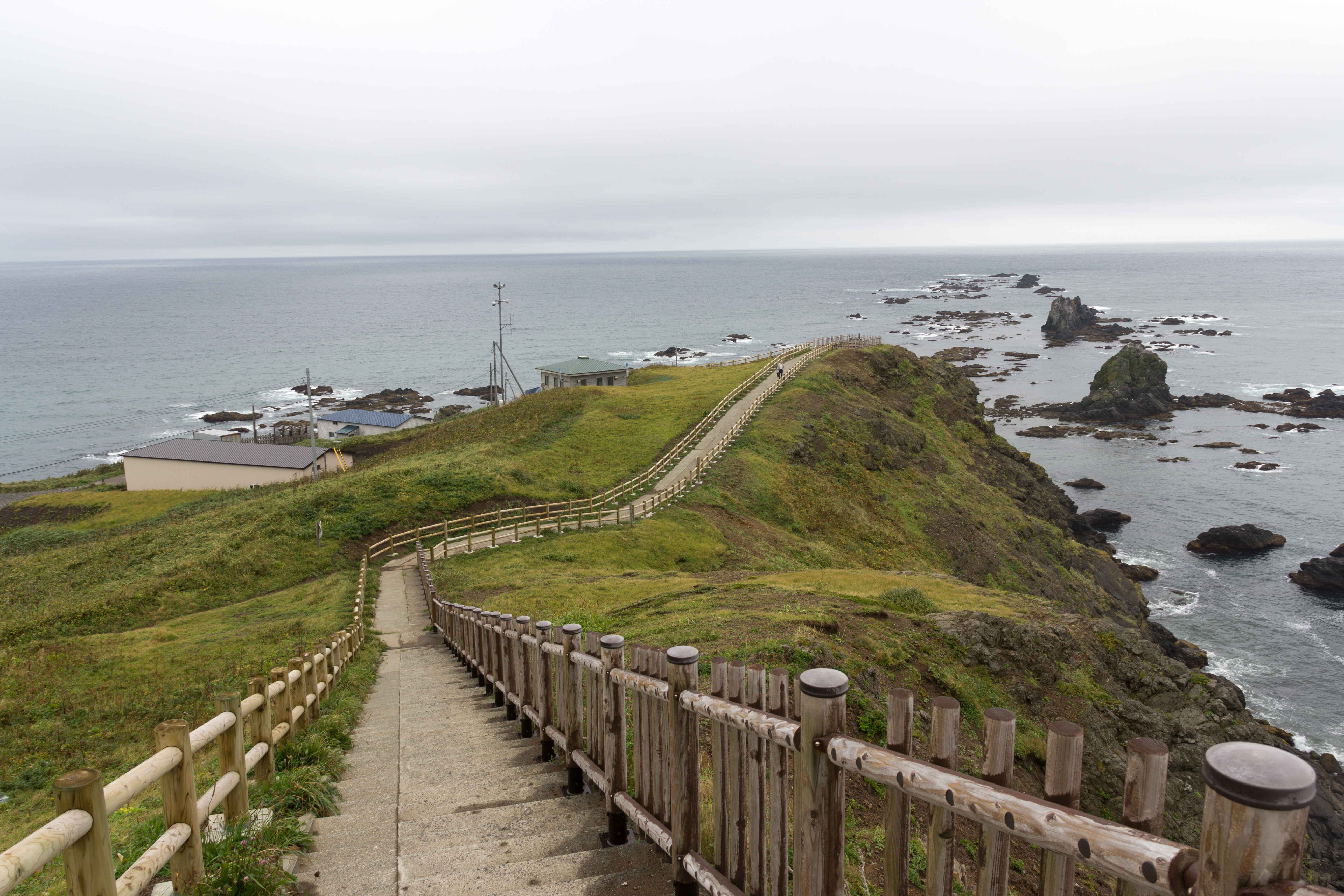
El cap d'Erimo

La vila d'Erimo està situada a la subprefectura de Hidaka, al sud-est de Hokkaido. Dins de la subprefectura, el municipi d'Erimo es troba a l'extrem més meridional de la subprefectura, just a l'homònim cap d'Erimo. El terme municipal d'Erimo limita al nord-oest amb Samani i al nord-est amb Hiroo, aquest darrer a la subprefectura de Tokachi.
El punt més alt d'Erimo és, amb 1.105 metres (m) d'altitud, el mont Toyoni. Els monts Hidaka s'introdueixen en l'oceà pacífic a Erimo; per aquesta raó, la carretera nord que va cap a Hiroo ha estat feta cavant la roca i és coneguda com a la "carretera daurada" (黄金道路, Ōgon-dōro) pel seu cost de construcció. Pel municipi passen diversos rius, molts d'ells acabant a la mar i un dels més importants és el riu Saruru.

## Història

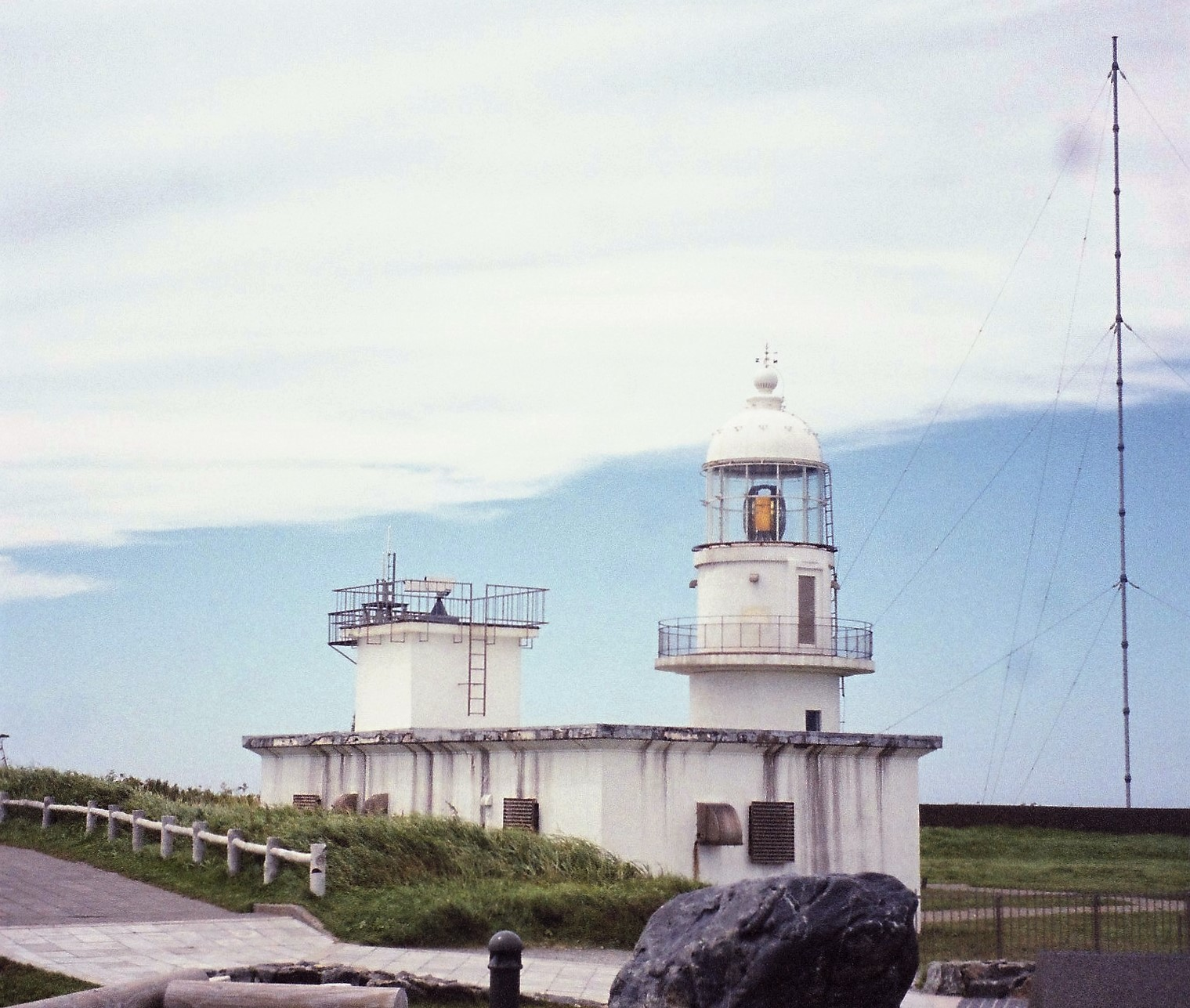
El far d'Erimo (2000)

- 1669: Un subdit del domini de Matsumae obre un establiment comercial. Poc després la zona comença a prosperar com a lloc de pesca i cultiu d'algues.
- 1880: S'estableix una mena d'autoritat local a la zona com una mena d'ajuntament.
- 1889: S'inaugura el far del cap d'Erimo.
- 1906: Abolició del sistema municipal de l'antic règim i establiment del nou sistema de municipis de l'era Meiji, fundant-se així el poble de Horoizumi.
- 1959: El poble de Horoizumi és ascendit a l'estatus de vila.
- 1970: L'antiga vila de Horoizumi és reanomenada amb el nom del cap on es troba, Erimo.
- 1980: Se celebra el 100 aniversari de l'establiment del primer municipi a la zona, avantpassat de l'actual vila d'Erimo.

Degut al despoblament que pateix el país des de les darreres dècades, el març de 2006 l'escola primària i un dels instituts de secundària del municipi van ser tancats permanentment, reagrupant-ne tots els alumnes a l'institut del centre de la vila.

## Demografia

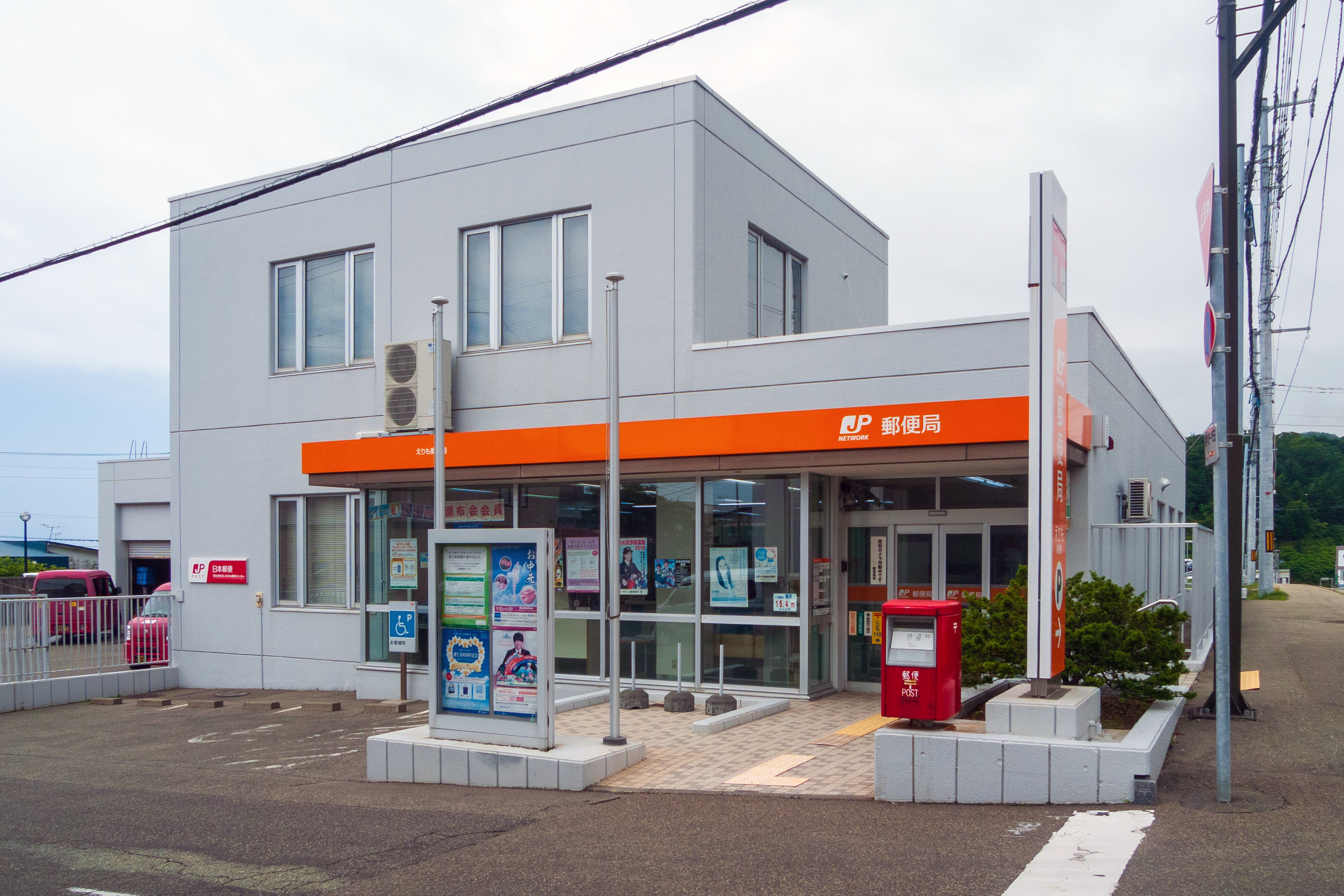
Oficina de correus d'Erimo (2016)

## Demografia[5]
| Gràfica d'evolució de Erimo entre 1920 i 2020 |
|                                               |

## Transport

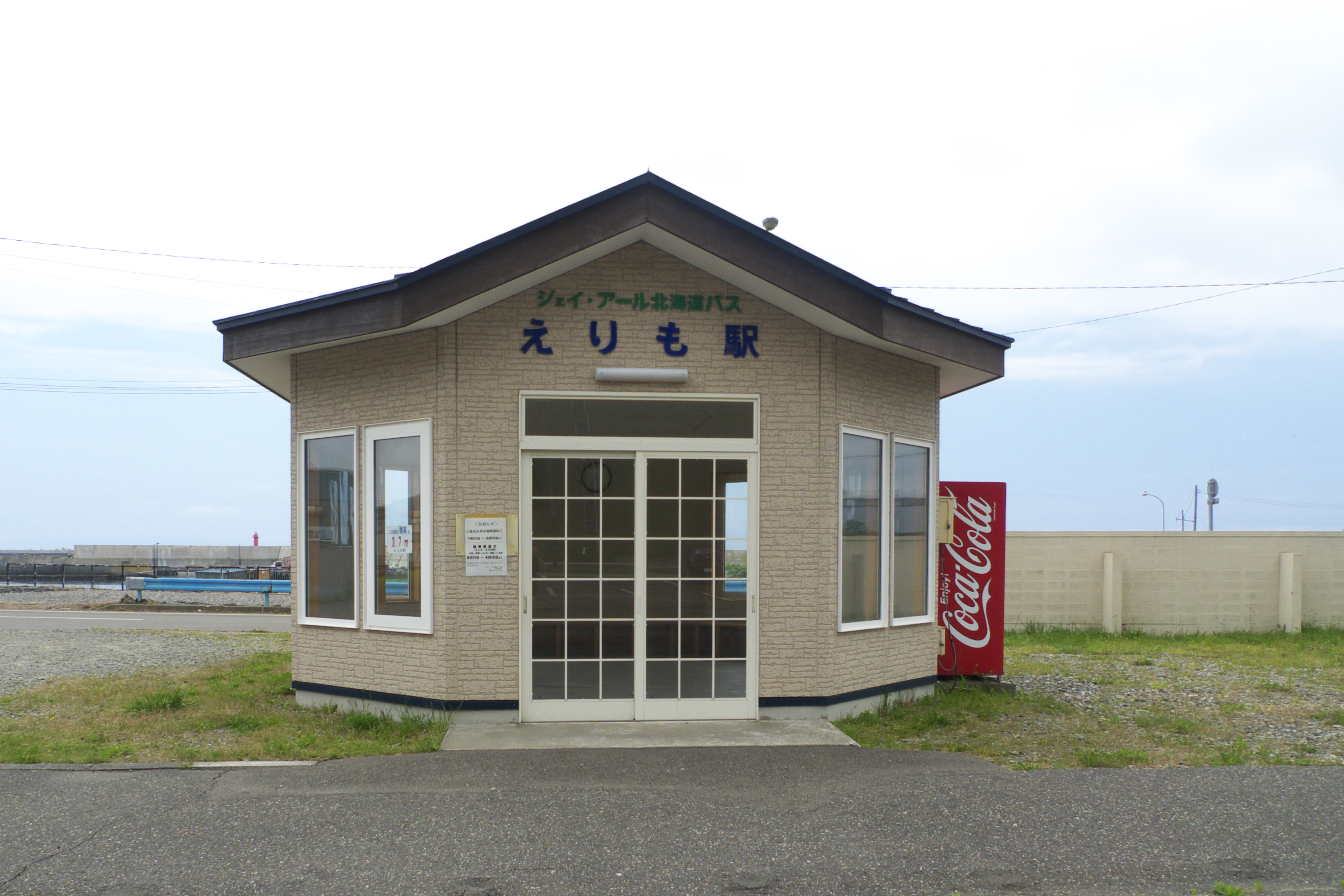
Estació d'Erimo (JR Bus)

### Ferrocarril
El municipi d'Erimo no disposa de cap estació de ferrocarril, en part degut a la seu geografia, al fi d'un cap. L'estació més propera és l'Estació de Samani, al veí municipi de Samani. En contraposició, la Companyia de Ferrocarrils de Hokkaido (JR Hokkaido) té habilitat un servei d'autobús.

### Carretera
- Nacional 336
- Carretera prefectural de Hokkaidō 34